# 1980.
1980. je deveto desetletje v 20. stoletju med letoma 1980 in 1989.